# Wilhelm Peterson-Berger
Wilhelm Olof Peterson-Berger (ur. 27 lutego 1867 w Ullånger w prowincji Ångermanland, zm. 3 grudnia 1942 w Östersund) – szwedzki kompozytor i krytyk muzyczny.

## Życiorys
W latach 1886–1889 studiował w konserwatorium w Sztokholmie, gdzie jego nauczycielami byli Joseph Dente i Oscar Bolander. Następnie kontynuował naukę w Dreźnie u Hermanna Scholza (fortepian) i Ludgera Kretzschmara (kompozycja). Od 1896 do 1930 roku współpracował jako krytyk muzyczny z gazetą Dagens Nyheter. Od 1908 do 1910 roku współpracował jako reżyser z Operą Królewską w Sztokholmie. W latach 1920–1921 odbył podróż do Włoch. W 1930 roku osiadł na wyspie Frösön.

## Twórczość
Reprezentował muzykę romantyczną w duchu szkoły narodowej, jego utwory często miały charakter programowy, odwołując się do sag skandynawskich, kultury ludowej i przyrody. Poglądy Petersona-Bergera na muzykę ukształtowały się pod wpływem Wagnera i filozofii Nietzschego, a kompozytor dał im najpełniejszy wyraz w swoich dramatach muzycznych, do których sam pisał libretta. Był przeciwnikiem akademizmu w muzyce i efekciarskiej wirtuozerii.
Autor prac Svensk musikkultur (wyd. Sztokholm 1911) i Richard Wagner som kulturföreteelse (wyd. Sztokholm 1913), ponadto wydano drukiem zbiory jego krytyk muzycznych.

## Ważniejsze kompozycje
(na podstawie materiałów źródłowych)

### Utwory orkiestrowe
- 5 symfonii (I B-dur „Baneret” 1903, II B-dur „Sunnanfärd” 1910, III f-moll „Same Ätnam” 1915, IV A-dur „Holmia” 1929, V b-moll „Solitudo” 1933)
- uwertury Majkarneval i Stockholm (1893) i Forspel till Sveagaldrar (1897)
- suity Earina (1917), Italiana (1922) i Törnrosasagan (1934)
- Ur Frösöblomster na małą orkiestrę (1934)
- Orientalisk dam (1890)

### Utwory kameralne
- suita I somras na fortepian i orkiestrę (1903)
- Romans d-moll na skrzypce i fortepian lub orkiestrę (1915)
- Koncert fis-moll na skrzypce lub fortepian i orkiestrę (1928)
- 2 sonaty na skrzypce i fortepian (I e-moll 1887, II C-dur 1910)
- Bolero na skrzypce i fortepian (1888)
- Cantilena na skrzypce i fortepian (1888)
- Melodi F-dur na skrzypce i fortepian (1889)
- Lyrisk sång na skrzypce i fortepian (1895)
- Suita na skrzypce i fortepian (1896)
- 3 melodie ur Frösöblomster na skrzypce i fortepian (1904)
- Irmelin Rose na skrzypce i fortepian (1909)
- Serenad ur 4 danspoem na skrzypce i fortepian (1909)
- Melodi d-moll na skrzypce i fortepian (1916)
- En visa utan ord na skrzypce i fortepian (1916)
- 5 singer na skrzypce i fortepian (1917)
- Preludium na 2 skrzypiec (1889)

### Utwory fortepianowe
- Frösöblomster (1896)
- Norrländsk rapsodi (1898)
- 4 danspoem (1900)
- Frösöblomster, ny samling (1900)
- Singer (dwa zbiory: 1907, 1913)
- Frösöblomster III (1913)
- Nya danspoem (1923)
- Anakreontika (I 1923, II 1935)
- 3 tondikter (1926)

### Pieśni
- pieśni na głos i fortepian do słów Jensa Petera Jacobsena, Ernsta von der Recke i P.D.A. Atterboma
- Svensk lyrik na głos i fortepian (I seria do słów Vernera von Heidenstama, Oscara Levertina, Gustafa Frödinga i Viktora Rydberga, 6 zbiorów 1896–1913; II seria do słów Erika Axela Karlfeldta, 7 zbiorów 1900–1928; III seria do słów Augusta Strindberga, Andersa Österlinga, Bo Bergmana i Gustafa Frödinga, 6 zbiorów 1911–1924)

### Kantaty
- Norrbotten (1921)
- Operakantaten (1922, wersja zrewidowana 1935–1936)
- Soluppgång (1929)

### Utwory sceniczne
- widowisko sceniczne Sveagaldrar, napisane dla uczczenia srebrnego jubileuszu rządów Oskara II (1897)
- dramat muzyczny Ran, libretto kompozytora (1899–1900, wyst. Sztokholm 1903)
- dramat muzyczny Lyckan, libretto kompozytora (1903, wyst. Sztokholm 1903)
- dramat muzyczny Arnljot, libretto kompozytora (1907–1909, wyst. Sztokholm 1910)
- dramat muzyczny Domedagsprofeterna, libretto kompozytora (1912–1917, wyst. Sztokholm 1919)
- dramat muzyczny Adils och Elisiv, libretto kompozytora (1921–1924, wyst. Sztokholm 1927)